# Betula chinensis
 Betula chinensis  er en busk eller et lille træ med en bred og kroget vækst. Især bemærkes planten for sin rent gule efterårsfarve. Arten er ikke meget brugt i Danmark, men den er fuldt hårdfør og velegnet som et lille prydtræ.

## Kendetegn
Betula chinensis er en løvfældende busk med en træagtig vækst. Barken er først gulbrun og tæt behåret, senere bliver den mørkegrå og afskallende i tynde flager, som afslører en lysegrå, glat bark. Gamle stammer får efterhånden en furet og opsprækkende bark. Knopperne er  aflangt ægformede og lysegrønne. Bladene er spredt stillede, ægformede og hele med groft takket bladrand. Høstfarven er gyldent gul. Begge bladsider er lysegrønne med tydelige bladribber. Blomstringen foregår i maj-juni hvor man finder de hunlige blomster samlet i runde til ægformede, dunhårede rakler. De hanlige blomster sidder samlet i lange, overhængende rakler. Frøene er vingede nødder.
Rodsystemet består af højtliggende hovedrødder med et svagt forgrenet sæt af tynde siderødder.
Betula chinensis når en højde på 5 m og en bredde næsten det samme.

## Hjemsted
Betula chinensis har sin naturlige udbredelse blandt løvskove i dale og på skyggede, klippefyldte bjergskråninger i højder mellem 700 og 3.000 m over havet i Korea og det nordøstlige Kina.. I Hopei-Chahar regionen i det nordlige Kina findes skove, som domineres af forskellige birkearter. I højder under 1.000 m findes denne art sammen med bl.a. Almindelig gylderis, Almindelig hæg, Aquilegia oxysepala (en art af akeleje), Cardamine macrophylla (en art af springklap), Cortusa matthioli var. pekinensis (en underart af bjergsanikel), Draba lanceolata (en art af draba), Dragegran, Fjeldviol, Kinesisk engblomme, Mosevintergrøn, Nordisk stormhat, Populus tremula var. davidiana (en underart af bævreasp), Salix wallichiana (en art af pil), Saussurea sobarocephala (en art af fjeldskær), Sorbus pohuashanensis (en art af røn), Storblomstret fruesko og Valeriana dubia (en art af baldrian)

## Galleri
|  |  |  |  |